# Kašparovo náměstí
Kašparovo náměstí je malé veřejné prostranství trojúhelníkového tvaru, které se nachází v Praze
v Libni v městské části Praha 8. Prostranství má parkovou úpravu.
Náměstí je pojmenováno po českém malíři a ilustrátoru Adolfu Kašparovi. Toto jméno nese od roku 1961, kdy nahradilo původní jméno Chlumčanského náměstí, shodné s navazující ulicí.
Náměstí se nachází jihovýchodně od Fakultní nemocnice Bulovka ve Staré Libni (směrem po ulici
Chlumčanského) při severním okraji parku Pod Korábem. Nejvýznamnějším objektem je velká budova
zdejší Základní školy Bohumila Hrabala, zajímavá je i nedaleká moderní administrativní budova
jakož i nedaleký Libeňský hřbitov (západním směrem ulicí Na Korábě a ulicí Krejčího). V Krejčího
ulici se také nachází zdejší sportovní a rekreační areál, známý svými kurty pro beachvolejbal.
Na jižním okraji náměstí ústí Korábské schody, které vedou po západním okraji parku Pod Korábem
a východním okraji zahrádkářské kolonie Košinka směrem dolů k Rokytce do Nové Libně. Na spodní část schodů navazuje podchod pod železniční tratí tzv. Holešovické přeložky a frekventovanou Povltavskou ulicí.
V parku Pod Korábem byla zřízena školní naučná stezka.

## Fotogalerie

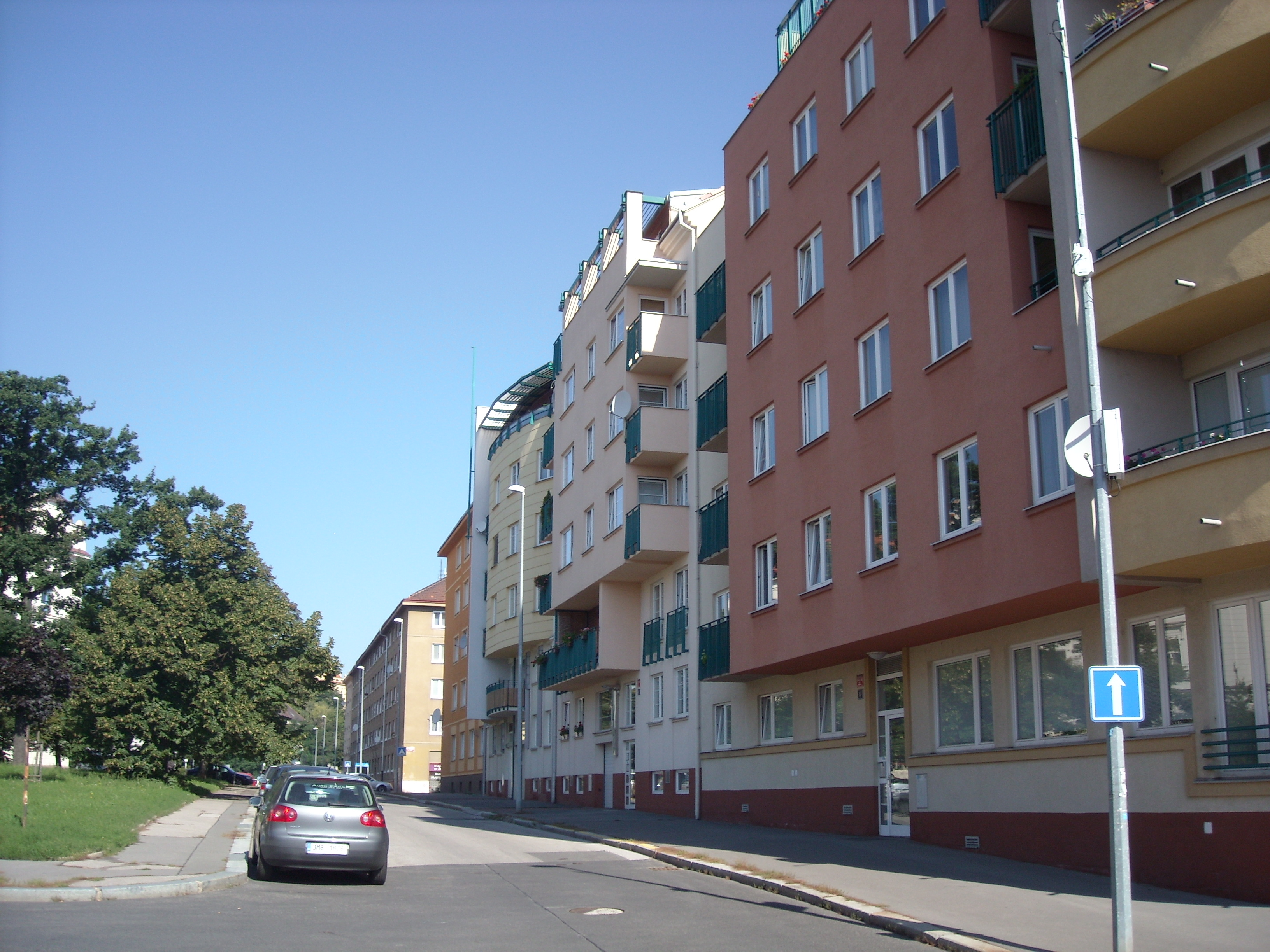
Kašparovo náměstí, průhled do ulice Chlumčanského
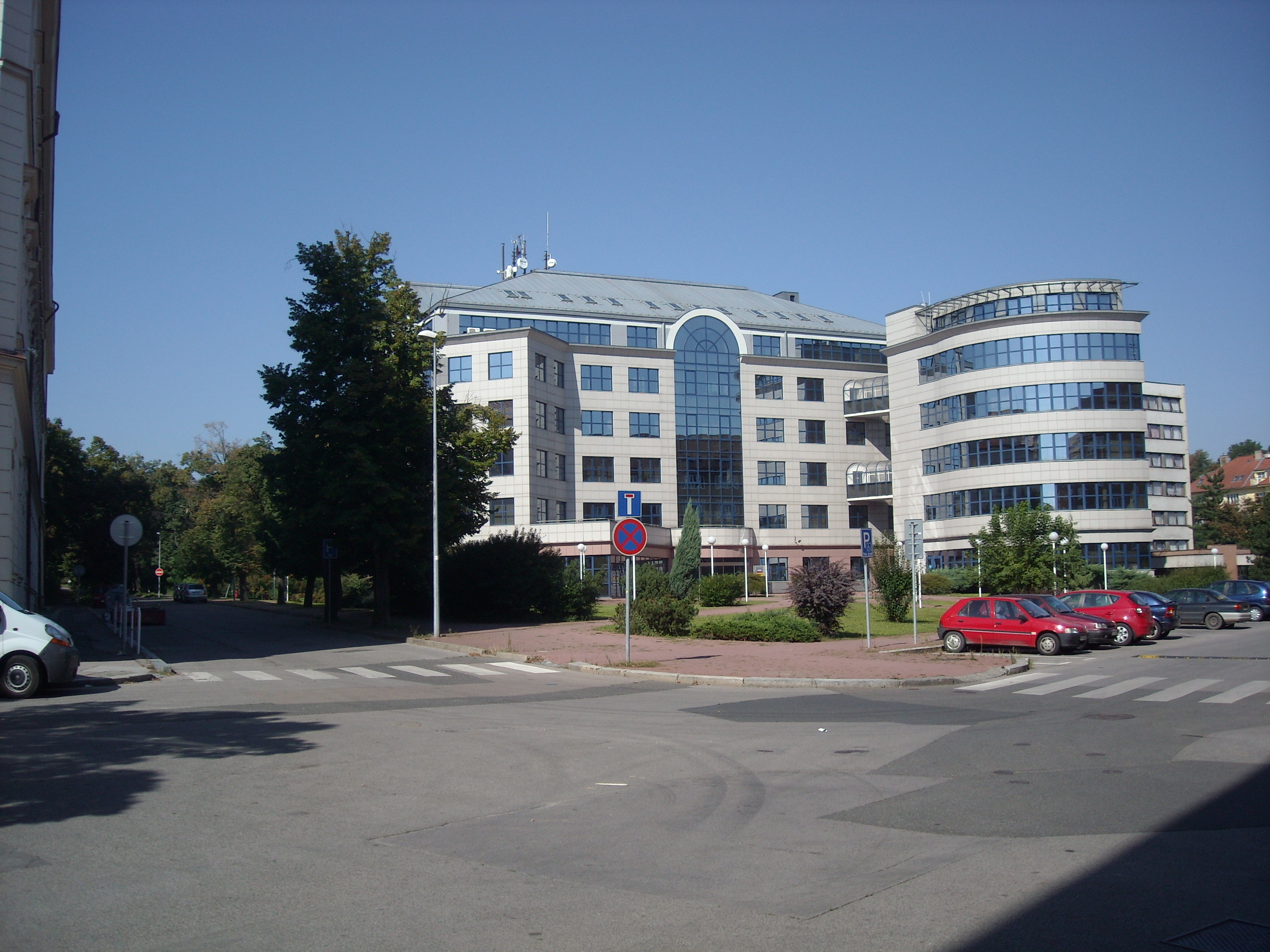
Administrativní budova v Chlumčanského ulici v sousedství Kašparova náměstí
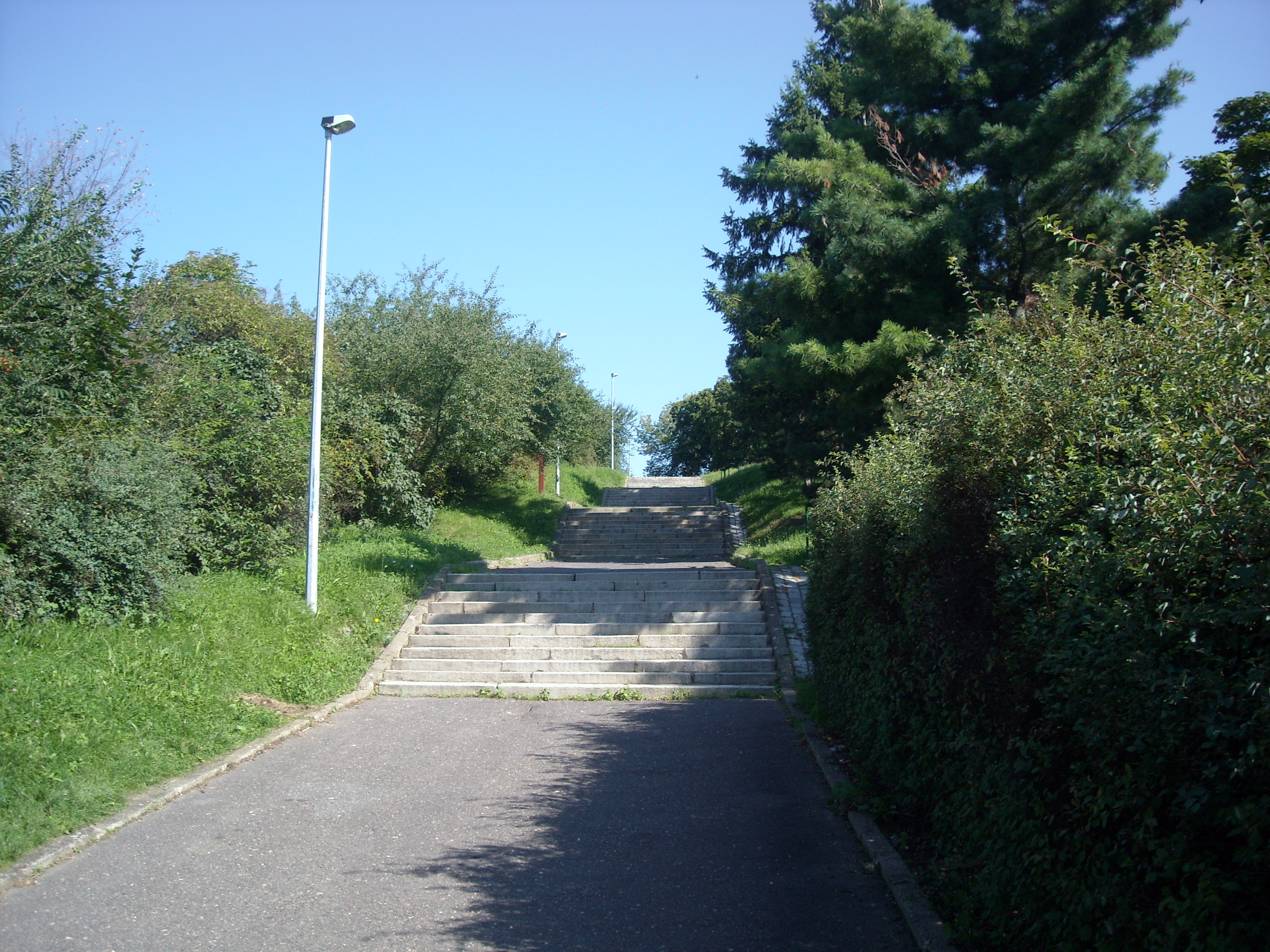
Ulice Korábské schody od jihu
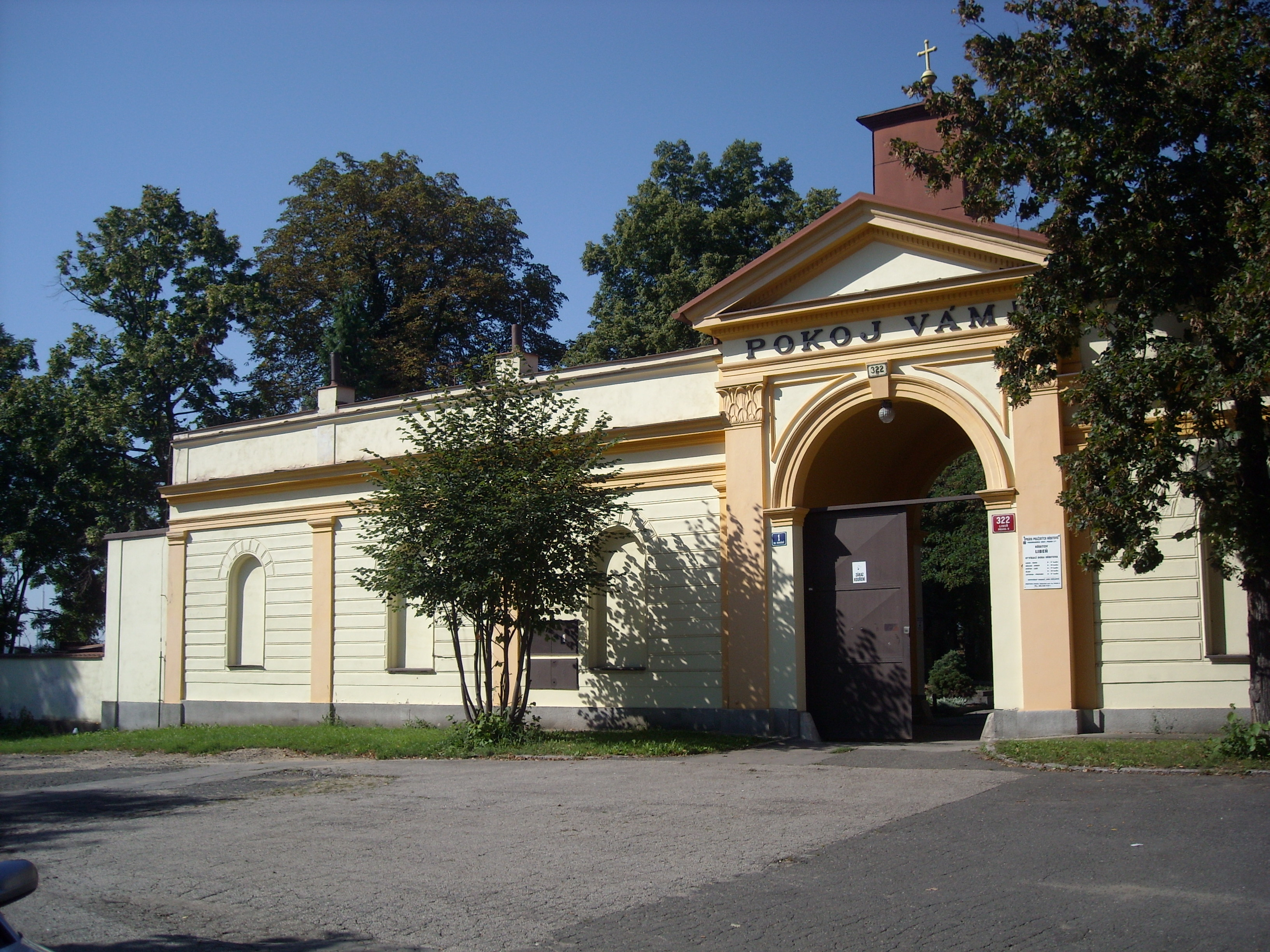
Libeňský hřbitov, vstupní brána
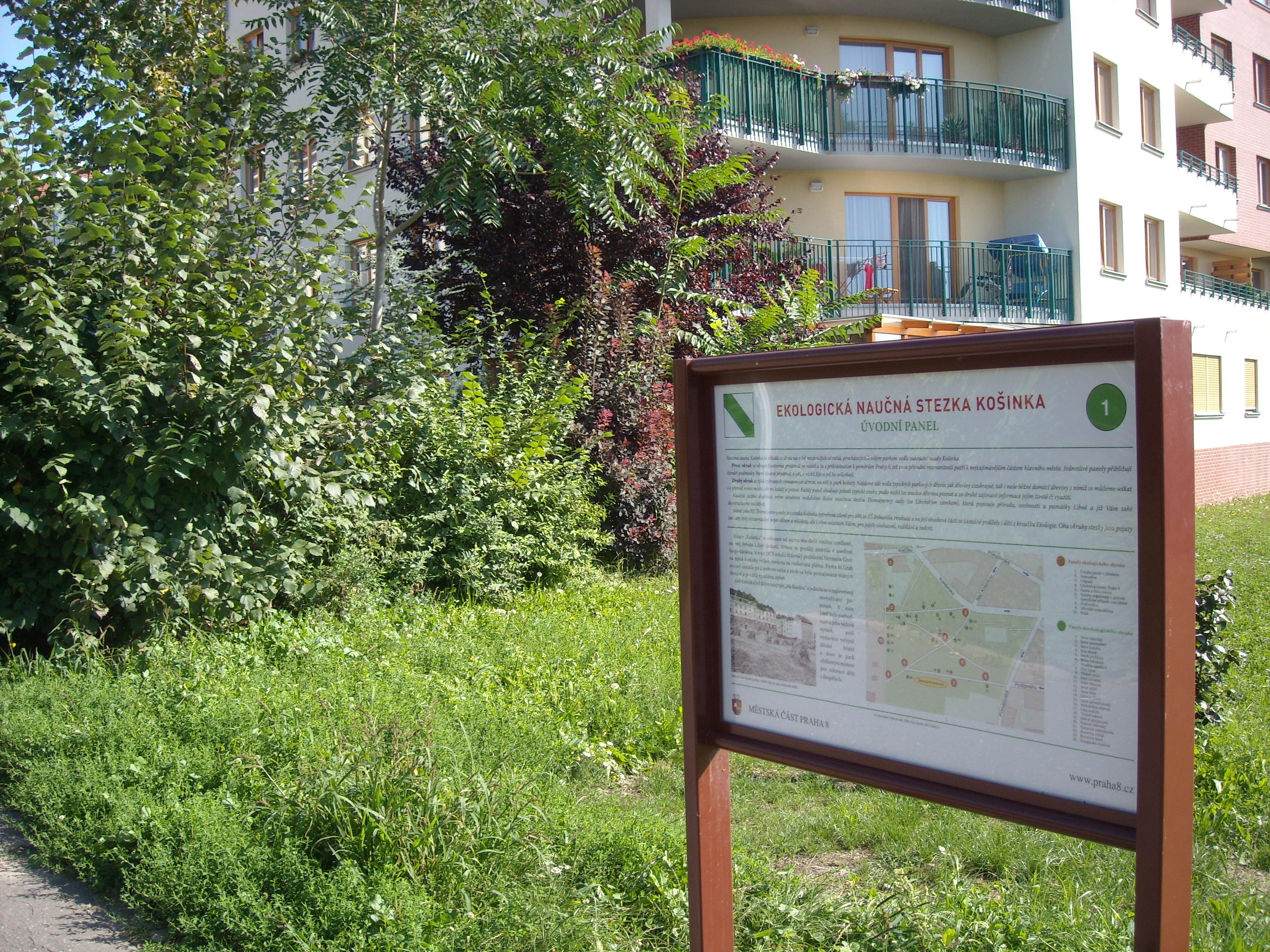
Začátek naučné stezky v parku Pod Korábem